# Serhij Buleca
Serhij Anatolijovyč Buleca (in ucraino Сергій Анатолійович Булеца?; Poltava, 16 febbraio 1999) è un calciatore ucraino, centrocampista dell'Oleksandrija.

## Caratteristiche tecniche
È un trequartista, posizione nella quale riesce a esprimere meglio le sue abilità di finalizzatore, ma può giocare anche come centrocampista centrale, nel periodo in cui militava nelle nazionali giovanili veniva schiarato prevalentemente come ala sinistra. Il suo piede forte è il destro, quando attacca usa un gioco molto essenziale, dà suppurto alla manovra offensiva sfruttando la propria potenza di tiro, abile nel calciare con entrambi i piedi.

## Carriera

### Club

#### Dinamo Kiev e Dnipro-1
Cresciuto nel vivaio del Dinamo Kiev ha partercipato alla UEFA Youth League dove, nel 2016, realizza una gol prima sconfiggendo il Benfica per 2-1 e poi battendo per Beşiktaş. Nell'edizione 2018-2019 sigla una rete nella vittoria per 5-1 contro il Septemvri, con un rigore realizza il gol del 2-1 sconfiggendo l'Anderlecht, sigla una rete pure contro la Juventus vincendo per 3-0.
Debutta nella Prem"jer-liha (la massima divisione del calcio ucraino) con la maglia del Dnipro-1 il 31 luglio 2019 dove Buleca segna un gol sconfiggendo l'Olimpik Donec'k, realizza una rete anche contro il Mariupol' ottenendo una vittoria per 3-0. Nella Coppa di Ucraina riesce a segnare un gol battendo per 3-1 l'Ahrobiznes Voločys'k. Nell'edizione 2020-2021 della coppa segna una rete contro l'Hirnyk-Sport' vincendo per 5-3, realizza un gol pure contro l'Oleksandrija pareggiando per 1-1, il match si protrae fino ai calci di rigore della squadra perde per 4-3, Buleca condanna la sua squadra alla sconfitta non avendo segnato l'ultimo rigore. Il 24 aprile 2021 sigla l'ultimo gol per la squadra nel successo per 3-0 contro il Mynaj.

#### Zorja e Zagłębie Lubin
Inizia a giocare per lo Zorja a partire dal 2021. Nell'edizione 2022-2023 del campionato ucraino realizza sette gol, il primo battendo per 4-0 il Čornomorec' Odessa, segna una rete anche contro il L'viv prevalendo per 3-1, sigla un gol battendo per 3-0 il Ruch L'viv, l'ultimo gol lo segna sconfiggendo per 2-0 l'Oleksandrija.
Si trasferisce in Polonia giocando per il Zagłębie Lubin dove realizza una sola rete vincendo per 2-0 contro il Górnik Zabrze.

#### Lechia Danzica
A partire dal 2024 veste la maglia del Lechia Danzica.

### Nazionale
Nel 2016 viene convocato per la nazionale Under-17 partecipando alle qualificazione per l'europeo di categoria dove segna il gol del 3-0 battendo la Finlandia, con lo stesso risultato di conclude la partita contro la Turchia dove Buleca realizza una doppietta: ottenuto l'accesso al campionato continentale Buleca segna un solo gol, nel pareggio per 2-2 contro la Germaia.
Gioca con la nazionale Under-19 al campionato giovanile europeo dove segna la rete del 2-1 sconfiggendo la Francia, oltre a realizzare il gol del 1-0 battendo la Turchia.
Con l'Under-20 ucraina ha preso parte al campionato mondiale di calcio Under-20 2019, vinto dalla propria nazionale, contro gli Stati Uniti è stato l'uomo-partita infatti segna il primo gol del match inoltre, con un calcio d'angolo serve l'assist con cui il suo compagno di squadra Denys Popov segna la rete del definitivo 2-1, sigla inoltre il gol del 4-1 sconfiggendo Panama mentre nella semifinale la sua rete decide la vittoria su 1-0 contro l'Italia.
L'8 settembre 2021 esordisce in nazionale maggiore in amichevole contro la Repubblica Ceca.

## Palmarès

### Nazionale
- Campionato mondiale Under-20: 1

Polonia 2019